# Gustav von Leonhard

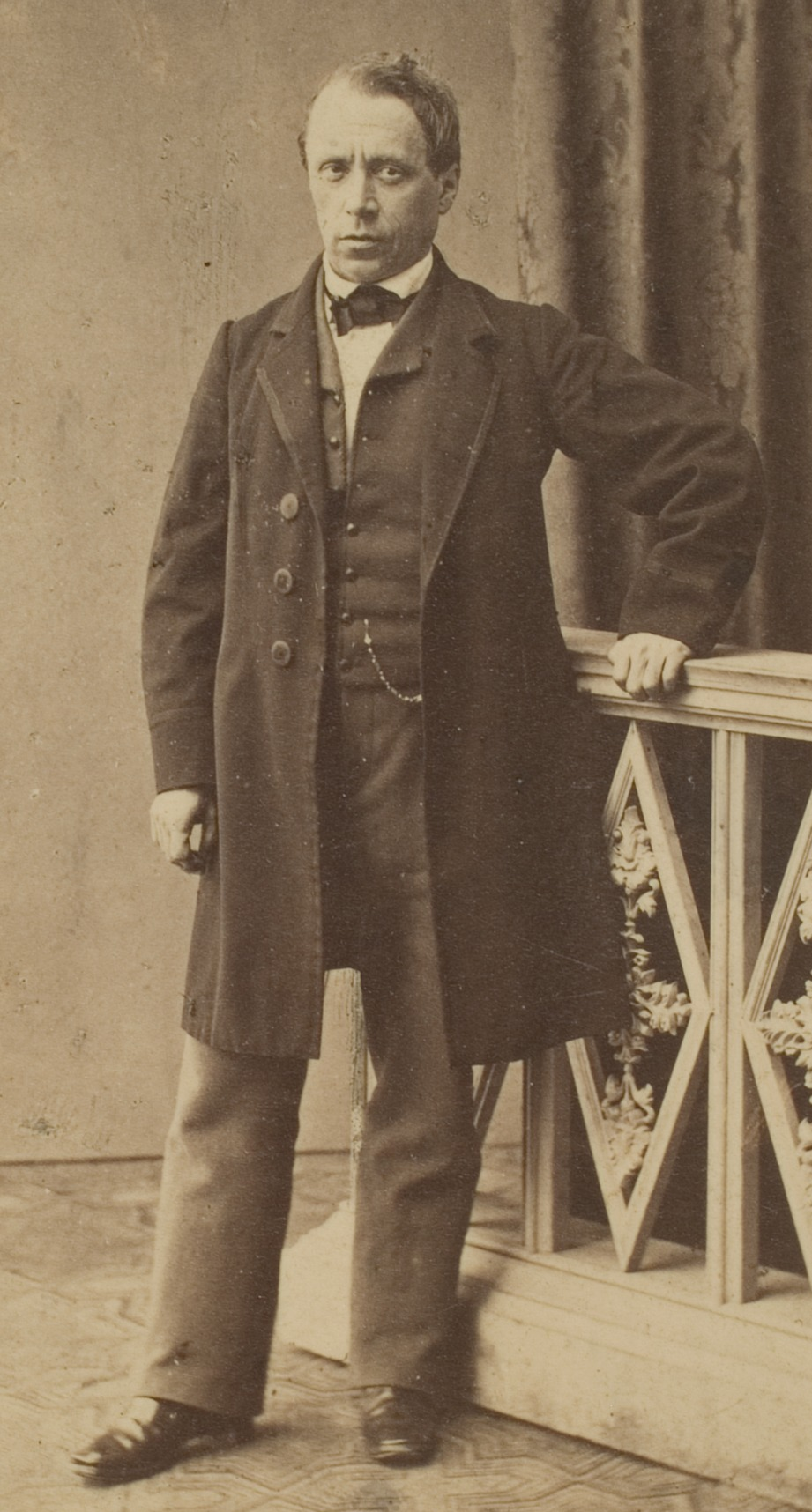
Gustav von Leonhard

Gustav von Leonhard (* 12. November 1816 in München; † 27. Dezember 1878 in Heidelberg) war ein deutscher Geologe und Mineraloge. Er war der Sohn des Mineralogen Karl Cäsar von Leonhard.

## Leben
Leonhard wuchs in Heidelberg auf und studierte bei seinem Vater Mineralogie und andere Naturwissenschaften. 1840 wurde er promoviert mit der Mineralogisch-geognostische Beschreibung der Umgegend von Schriesheim, mit besonderer Berücksichtigung der an der Bergstraße auftretenden Porphyre. Nach weiteren Studien an der Universität Berlin habilitierte sich Leonhard 1841. Nach einer Tätigkeit als Privatdozent in Heidelberg erfolgte 1853 seine Berufung auf den Lehrstuhl für Mineralogie an der Universität Heidelberg.
Nach dem Tode seines Vaters setzte Leonhard an dessen Stelle ab 1862 die Redaktion des „Neuen Jahrbuchs für Mineralogie, Geologie und Paläontologie“ zusammen mit Heinrich Georg Bronn fort. Von 1863 bis zu seinem Tode wurde hierbei Hanns Bruno Geinitz sein Partner.

## Werke
- Mineralogisch-geognostische Beschreibung der Umgegend von Schriesheim, mit besonderer Berücksichtigung der an der Bergstraße auftretenden Porphyre. 1839.
- Handwörterbuch der topographischen Mineralogie. 1843.
- Geognostische Skizze von Baden. 2. Aufl. 1846, 1861.
- Der quarzführende Porphyr. 2. Aufl. 1851, 1855.
- Grundzüge der Geognosie und Geologie. 3. Aufl. 1851, 1860, 1874.
- Beiträge zur mineralogisch-geognostischen Kenntniß Badens. 1853–1854, 3 Bde.
- Die Mineralien Badens. 1855.